# University of Virginia Japanese Text Initiative
Pour les articles homonymes, voir JTI.
The University of Virginia Japanese Text Initiative (JTI) est un projet destiné à fournir une base de données en ligne complète de textes littéraires japonais. Parrainée par l'université de Virginie et la bibliothèque d'Asie de l'est de l'université de Pittsburgh, la collection en ligne contient plus de 300 textes des périodes pré-modernes et modernes du Japon (généralement définies comme avant et après la restauration de Meiji de 1868). Parmi les textes pré-modernes figurent le Man'yōshū, Le Dit du Genji, le Kokin Wakashū et le Hōjōki. Les textes modernes comprennent des œuvres de Natsume Sōseki, Mori Ōgai et Ryūnosuke Akutagawa.
L'objectif déclaré de l'initiative est « dans le court terme ... de mettre en ligne la plupart ou la totalité des Vingt textes classiques cité dans A Reader's Guide to Japanese Literature de J. Thomas Rimer, édition révisée (New York: Kodansha, 1999) ». L'objectif est également d'ajouter de la littérature pré XXe siècle et autant de littérature du XXe siècle que les restrictions du droit d'auteur le permettent.
La base de données est un chantier en cours et n'est pas tout à fait complète. Généralement, plus loin on remonte dans le temps, moins d'ouvrages sont représentés. Il y a relativement peu de textes de l'époque d'Edo et quelques auteurs des ères Meiji et Taishō sont soit absents soit toutes leurs œuvres ne sont pas disponibles. En octobre 2014, la dernière mise à jour avait été effectuée en mars 2004.
La base de données peut être consultée soit par auteur ou par titre et comprend une fonction de recherche qui, entre autres choses, peut être utilisée pour rechercher une phrase spécifique ou des expressions apparaissant dans les ouvrages disponibles.

## Source de la traduction
- (en) Cet article est partiellement ou en totalité issu de l’article de Wikipédia en anglais intitulé « University of Virginia Japanese Text Initiative » (voir la liste des auteurs).